# 米勒环形山
米勒环形山（Miller）是位于月球正面崎岖的南部高地区的一座大撞击坑，约形成于早雨海世，其名称取自英国天体化学家威廉·艾伦·米勒（William Allen Miller，1817年-1870年），1935年被国际天文学联合会批准接受。

## 描述

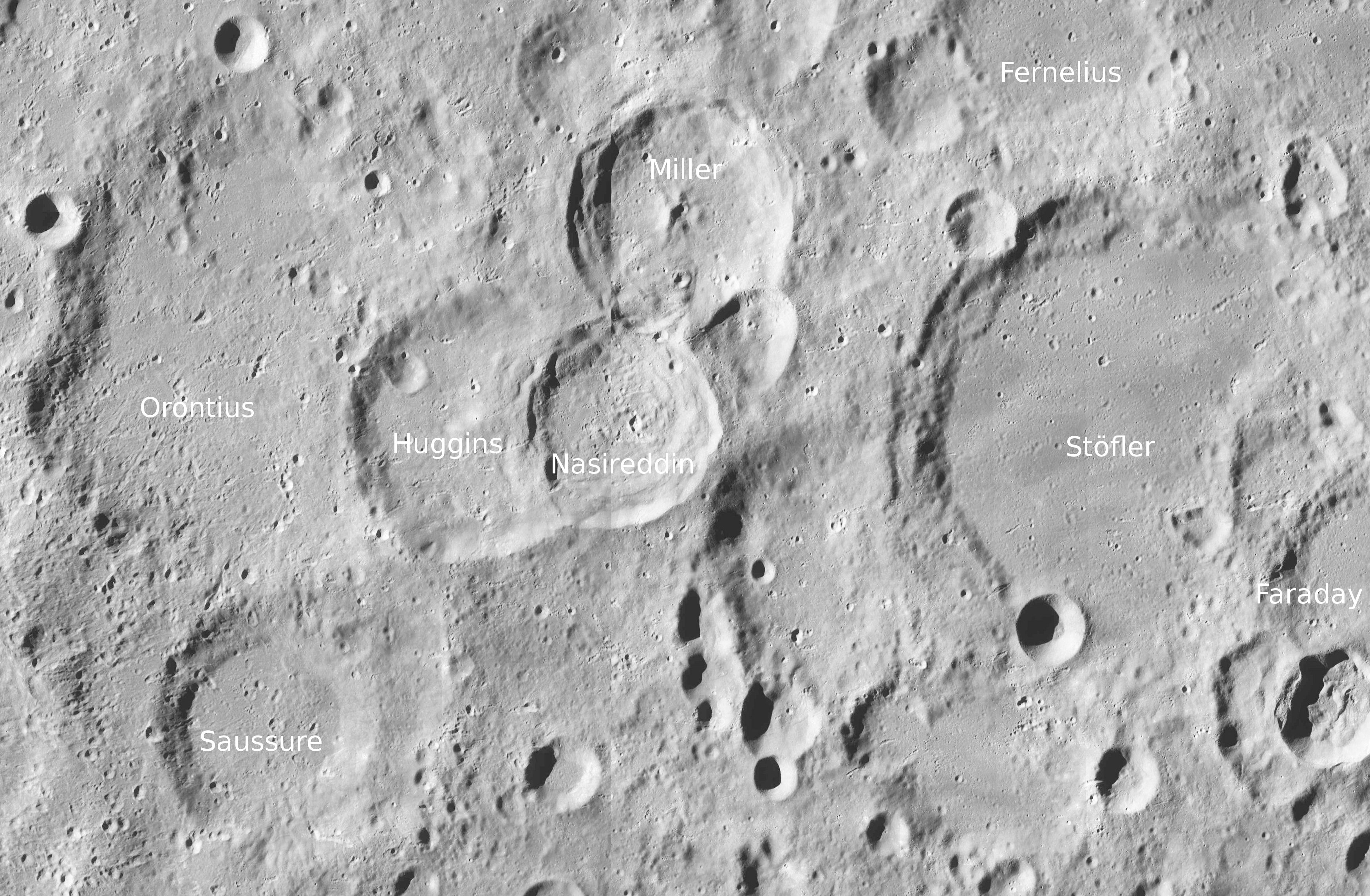
米勒环形山的周边，月球勘测轨道飞行器拍摄。

该陨坑西北毗邻莱克塞尔环形山、东北偏东靠近努内斯环形山、弗尼利厄斯环形山位于它的东北偏东、东南偏南坐落着施特夫勒环形山。米勒环形山西南与纳西尔丁环形山相接壤，再往西南则横亘着哈金斯环形山。该陨坑中心月面坐标为39°22′S 0°47′E / 39.37°S 0.78°E，直径61.4公里，深度约3.55公里。
米勒环形山的边缘轮廓大致圆形，坑壁已侵蚀和磨损，西南壁切入了纳西尔丁环形山、东南壁横跨着卫星坑“施特夫勒 H”。环形山内侧壁分布有明显的阶地结构系统，坑壁平均高出周边地形1220米，内部容积约3200公里³。碗状的坑底相对平坦，但西南部因覆盖了纳西尔丁环形山形成时所溅射的岩石而崎岖不平。坑底中心矗立着一座由钙长石(A)和含85-90%斜长石的辉长-苏长-橄长斜长岩(GNTA1)构成的中央峰。

## 卫星陨石坑
按惯例，最靠近米勒环形山的卫星坑将在月图上以字母标注在它的中心点旁边。

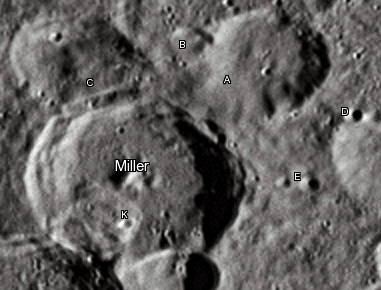
戴维·坎贝尔图片

| 米勒 | 纬度    | 经度   | 直径    |
| ---- | ------- | ------ | ------- |
| A    | 37.7° S | 1.8° E | 39 公里 |
| B    | 37.6° S | 1.0° E | 12 公里 |
| C    | 38.2° S | 0.3° W | 36 公里 |
| D    | 38.0° S | 3.1° E | 5 公里  |
| E    | 38.8° S | 2.8° E | 6 公里  |
| K    | 39.8° S | 0.9° E | 4 公里  |

## 另请参阅
- Wood, Chuck. . Lunar Photo of the Day. October 16, 2007  [2007-10-16]. （原始内容存档于2007年10月21日）.

- Andersson, L. E.; Whitaker, E. A. . NASA RP-1097. 1982.
- Blue, Jennifer. . USGS. July 25, 2007  [2007-08-05]. （原始内容存档于2019-12-13）.
- Bussey, B.; Spudis, P. . New York: Cambridge University Press. 2004. ISBN 978-0-521-81528-4.
- Cocks, Elijah E.; Cocks, Josiah C. . Tudor Publishers. 1995. ISBN 978-0-936389-27-1.
- McDowell, Jonathan. . Jonathan's Space Report. July 15, 2007  [2007-10-24]. （原始内容存档于2019-06-21）.
- Menzel, D. H.; Minnaert, M.; Levin, B.; Dollfus, A.; Bell, B. . Space Science Reviews. 1971, 12 (2): 136–186. Bibcode:1971SSRv...12..136M. doi:10.1007/BF00171763.
- Moore, Patrick. . Sterling Publishing Co. 2001. ISBN 978-0-304-35469-6.
- Price, Fred W. . Cambridge University Press. 1988. ISBN 978-0-521-33500-3.
- Rükl, Antonín. . Kalmbach Books. 1990. ISBN 978-0-913135-17-4.
- Webb, Rev. T. W.  6th revised. Dover. 1962. ISBN 978-0-486-20917-3.
- Whitaker, Ewen A. . Cambridge University Press. 1999. ISBN 978-0-521-62248-6.
- Wlasuk, Peter T. . Springer. 2000. ISBN 978-1-85233-193-1.